# Тіаванако
Тіаванако або Тіуанако — важлива доколумбова археологічна пам'ятка в західній Болівії, за 72 км від Ла-Пасу, поблизу східного берега озера Тітікака. Місто розташоване на висоті бл. 4000 м над рівнем моря. Пам'ятка являє собою стародавнє городище, час існування якої датується за матеріалами розкопок від 1500 року до н. е до 1000 року н. е. (за деякими недавніми дослідженнями — збудоване в IX ст. до н. е. і занепало в Х ст. н. е.)

## Історія
Тіаванако був великим містом, політичним та релігійним центром культури Тіаванако, проте приблизно в 1000 році залишене мешканцями з невстановлених причин. Місто займало близько 6 км² та нараховувало близько 40 тис. мешканців.
Після згасання державності Тіаванако її центр продовжував відігравати важливу роль в міфології інків, які вважали Тіаванако місцем появи легендарного першого Сапа Інки Манко Капака і його сестри і подружжя Мами Окльйо, що, можливо, свідчить про походження історичних інків (зв'язаних узами кровної спорідненості вищого шару знаті держави Тавантінсую). Це місто також займає велике місце в легендах та віруваннях сучасних аймара.

## Опис
Культові споруди Тіаванако розташовані на відносно невеликому, оточеному колись ровом з водою майданчику, площею 1000×500 м. Розкопавши їх, археологи
змогли оцінити масштаб цих споруд.
Акапана (Ак-капана) — складена з кам'яних брил ступінчаста семиповерхова піраміда заввишки 18 м, на вершині якої розміщене невелике штучне водоймище-басейн. Каласасайя — архітектурний комплекс у вигляді майданчика, оточеного частоколом високих кам'яних колон, які, ймовірно, є залишками якогось центрального святилища або парадної зали центрального палацу Тіаванако. Інші-Лунку (Брама Сонця) — велетенська (2,7 м заввишки і 3,8 м завширшки) споруда, з пробитим у ній невеликим «дверним» отвором, вирубана з монолітної брили андезиту вагою в кілька десятків тонн, прикрашена барельєфами, що зображують кондорів, дивовижних казково-міфологічних істот та загадкову людиноподібну фігуру якогось божества на ім'я Тонапа, в котрому інки вбачали свого бога-творця Кон-Тікі-Віракочу, з двома крилами замість рук, кожне з яких закінчується кистю з чотирма пальцями. Пума Пунку (Брама пуми) — грандіозна брама-храм, споруджена із 150-тонних кам'яних блоків. Дві найбільші в доколумбовій Америці мегалітичні статуї невідомих людей, найімовірніше — зображення якихось тіаванаківських володарів.
Дослідження брил з Акапани та Пуми-Пунку виявили той, факт, що вони кріпилися між собою за допомогою спеціальних внутрішніх металевих скоб, виготовлених зі сплаву заліза, міді й кобальту.